# Laura Baudis
Laura Baudis (Timișoara, 29 de octubre de 1969) es una astrofísica de partículas suiza nacida en Rumania. Se desempeña como profesora titular en la Universidad de Zúrich. Su investigación se centra en la materia oscura y la física de neutrinos. Es miembro del equipo de estrategia científica de XENON, así como del Comité de Política Científica del CERN (2016-2018) y del Comité de Investigación de Física de Partículas de PSI.

## Biografía
Nació el 29 de octubre de 1969 en Timișoara, Rumania. Asistió al Liceo de Matemáticas y Física, donde desarrolló una fascinación por las matemáticas, la literatura, la filosofía y la arquitectura. Después de la muerte del líder del partido comunista rumano Nicolae Ceaușescu en 1989, su familia se mudó a Heidelberg. Asistió al gimnasio Geschwister-Scholl en Mannheim. Continuó sus estudios de física en la Universidad de Heidelberg en 1993 y obtuvo su doctorado en 1999 en la misma institución.
Durante sus estudios, trabajó como asistente de investigación en el Instituto Max Planck de Física Nuclear de 1997 a 1999. Después de obtener su doctorado, se convirtió en becaria postdoctoral en el departamento de física de la Universidad Stanford de 2000 a 2003. Fue nombrada profesora asistente de física en la Universidad de Florida en 2003 y permaneció allí hasta 2006, cuando se convirtió en profesora Lichtenberg de Física de Astropartículas en la Universidad Técnica de Aquisgrán. Ha sido profesora de Física en la Universidad de Zúrich desde 2007.

### Investigación
Durante sus estudios en la Universidad de Heidelberg, trabajó en la doble desintegración beta y en la detección de partículas masivas que interactúan débilmente (WIMP). En particular, investigó cómo podría utilizarse la desintegración doble beta sin neutrinos en la búsqueda de materia oscura. Participó en Cryogenic Dark Matter Search, una colaboración que tenía como objetivo detectar materia oscura en forma de WIMP. Desde 2004, contribuye al proyecto de investigación de materia oscura XENON, que utiliza una cámara llena de xenón líquido para detectar interacciones de partículas. Como parte del proyecto XENON, estudió las limitaciones técnicas de los métodos de detección actuales, con énfasis en mejorar la sensibilidad de los detectores directos de materia oscura. Estos esfuerzos continuaron en el proyecto DARWIN, que involucra investigación y desarrollo de detectores WIMP.
En 2011 en el simposio internacional sobre física subnuclear celebrado en la Ciudad del Vaticano, impartió la charla Results from the XENON100 Dark Matter Search Experiment.

### Vida personal
Está casada y es madre de dos hijos.

## Premios y honores
En 2005, recibió el Career Award de la Fundación Nacional de Ciencias. Un año más tarde la Fundación Volkswagen le otorgó la cátedra Lichtenberg. En 2013, le ofrecieron una cátedra de investigación de excelencia de Canadá en la Universidad de Queens, que ella rechazó. La Sociedad Estadounidense de Física (APS) la nombró miembro en 2015 "por su liderazgo y sus destacadas contribuciones a las búsquedas experimentales de materia oscura astrofísica mediante detección directa y doble desintegración beta".
En 2017, recibió una subvención avanzada del Consejo Europeo de Investigación para su proyecto relativo a un observatorio de xenón de varias toneladas para astrofísica de partículas. La Advanced Grant apoyó su proyecto con más de 3 millones de euros. Desde 2019, ocupa una cátedra Miller visitante en la Universidad de California en Berkeley. En 2022, Baudis recibió el premio Charpak-Ritz de la Sociedad Francesa y Suiza de Física.
Es miembro del Comité de Política Científica del CERN y editora en jefe del European Physical Journal C. Es miembro del consejo asesor del Centro KIT de Física de Partículas Elementales y Astropartículas (KCETA), el comité asesor científico del Consorcio Europeo de Física de Astropartículas, y formó parte del comité asesor científico del Clúster de Excelencia de la Universidad Técnica de Múnich. Ha sido co-portavoz del Experimento XENON, es la fundadora y portavoz del proyecto DARWIN y formó parte de la Junta del Campus de Graduados de la Universidad de Zúrich.